# Ерманарих
Ерманарих (на немски: Ermanarich, Ermanarico, Ermenrîch, готски: Aírmanareiks, на латински: Ermanaricus, Ermenricus, Hermanaricus) е първият исторически крал на остготите от рода на Амалите и последен крал на германо-гревтунгите, от 350 до 376 година.
Син е на остготския крал Ахиулф. Женен е за Сунилда (също Шванхилда) († 375). Баща е на Хунимунд.
Основател е на голямо царство в Южна Украйна. Вероятно при нападение на хуните и аланите се самоубива през 376 г.
Делата и смъртта му са централен елемент на северните саги. Още през VI век Йорданес споменава Ерманарих в историята на готите Гетика (De origine actibusque Getarum). Разкази за Ерманарих се срещат също в някои песни от Старата Еда (XIII век). През XVI век е намерена т. нар. „Песен за смъртта на Ерменрих“; на немски: Lied von Ermenrichs Tod, в която се разказва как Дитрих фон Берн побеждава и убива легендарния остготски крал. Хуните успяват да подчинят готите едва след смъртта на Ерманарих.
Големината на царството на Ерманарих не е определена със сигурност. Предполага се, че е имал голямо влияние от днешна Южна Русия на Черно море до Балтийско море и от Дон до Днестър.
След неговата смърт част от гревтунгите се обединява около наследника му Витимир, който не е от Амалите. Той бяга в посока запад, където е убит в битка с аланите и хуните.